# Abraham Weinberg
Abraham „Bo“ Weinberg (* 1897 im Russischen Kaiserreich; † vermutlich 9. September 1935 in New York) war ein US-amerikanischer Mobster aus dem Umfeld von Dutch Schultz und wird damit heute der Kosher Nostra zugerechnet.

## Leben
Abraham Weinberg wurde 1897 in Russland geboren; seine Familie wanderte dann nach New York aus. Dutch Schultz nahm Weinberg zusammen mit seinem Bruder George Weinberg während der Alkoholprohibition in seine Bande auf. Weinberg stieg dort zu einem der wichtigsten „Enforcer“ (engl.: Durchsetzer) und Auftragsmörder auf und bewährte sich insbesondere in den so genannten „Manhattan Bootleg Wars“, die ausbrachen, als Schultz seine Aktivitäten auf Manhattan ausdehnte.
Im  Krieg von Castellammare wurde Weinberg mit dem Mord an Salvatore Maranzano in Verbindung gebracht und er soll es gewesen sein, der das Gerücht von der angeordneten Massenexekutierung von Mustache Petes nach dem Ende der Auseinandersetzung verbreitete. Des Weiteren wird seine Beteiligung an den Morden an Jack „Legs“ Diamond und Vincent „Mad Dog“ Coll angenommen.
1933 wurde Fiorello LaGuardia zum Bürgermeister von New York gewählt. Nachdem sein Vorgänger Jimmy Walker wegen Annahme von Schmiergeld zurückgetreten, angeklagt und nach Europa geflohen war, bestimmte er Thomas E. Dewey zum Sonderankläger. Damit versuchte der neue Bürgermeister die Macht der Tammany Hall zu brechen, denn Dewey wandte sich gegen das organisierte Glücksspiel, welches bereits geschäftliche Grundlage der klassischen Banden, wie der Eastman Gang oder der Five Points Gang, gewesen war und nun insbesondere von Dutch Schultz und seinen Schlägern organisiert wurde. Über das Radio bat Dewey um Informationen und erhielt über 3000 Hinweise aus der Bevölkerung.
Während einer Inhaftierung seines Bosses fungierte Weinberg als dessen Stellvertreter. Als Schultz wieder freigelassen wurde, hatte er den Eindruck, dass Weinberg nicht mehr loyal sei und in geheimem Kontakt mit Lucky Luciano und Louis Buchalter stand, um Schultz endgültig abzulösen. Hintergrund war, dass sich Luciano und andere hochrangige Mitglieder des Organisierten Verbrechens gegen einen von Dutch Schultz geplanten Mordanschlag auf Dewey ausgesprochen hatten, da sie der Auffassung waren, dass eine solche Tat die Position ihrer Organisationen schwächen und eine erhöhte Aufmerksamkeit der Ermittlungsbehörden nach sich ziehen würde. Am 9. September 1935 verschwand Bo Weinberg nach dem Besuch eines Nachtclubs in Midtown Manhattan und wurde nie wieder gesehen. Gerüchte besagen, Schultz hätte die Füße von Weinberg einzementiert und ihn dann in den East River geworfen.

## Folgen
Die Commission des National Crime Syndicate beschloss nach Schultz’ Weigerung, von seinen Mordplänen gegen den Staatsanwalt Dewey abzulassen, ihn zu beseitigen, um Gefahren für die Gesamtorganisation abzuwenden. Nach der Ermordung von Bo Weinberg ordnete Lucky Luciano seine Ermordung an. Am 23. Oktober 1935 wurde Dutch Schultz von Charles Workman auf der Herrentoilette des „Palace Chop House“ in Newark angeschossen. Er starb am nächsten Tag um 20:35 Uhr im Newark Hospital. Zusammen mit ihm wurden auch sein Buchhalter Otto Berman, sein Leibwächter Lulu Rosenkrantz und sein Haupthandlanger Abe Landau bei dem Mordanschlag von Charles Workman und seinem Komplizen Emanuel Weiss angeschossen. Sie alle starben wenig später an ihren Schusswunden.
George Weinberg (1901–1939) wurde nach dem spurlosen Verschwinden seines Bruders ein Informant der Regierung. Obwohl er in einer sicheren Unterkunft in den White Plains von New York untergebracht worden war, beging er am 29. Januar 1939 Selbstmord. Dazu hatte er die Waffe eines ihn beschützenden Beamten an sich gebracht.

## Film und Filmzitate
Bo Weinberg wurde durch unterschiedliche Schauspieler verkörpert
- 1981: Gangster Wars; Dana Goldstone
- 1991: Billy Bathgate; Bruce Willis
- 1991: Hit the Dutchman; Matt Servito
- 1997: Harlem, N.Y.C. – Der Preis der Macht; Joe Guzaldo

Die (fiktive) Ermordung von Abraham Weinberg ist außerdem Thema des Anfangskapitels des mit dem National Book Critics Circle Award und der William-Dean-Howells-Medaille ausgezeichneten Romans Billy Bathgate von E. L. Doctorow.